# Mary Birdsall
Mary B. Thistlethwaite Birdsall (Chester, 1828 – Filadélfia, 1.º de fevereiro de 1894) nasceu na Pensilvânia, filha de imigrantes ingleses. Ela cresceu em uma fazenda perto de Richmond, Indiana, onde se casou com Thomas Birdsall em 1848. Eles tiveram três filhos juntos. Ela era jornalista, sufragista e ativista da temperança. Ela começou sua carreira de jornalista como editora feminina no jornal Indiana Farmer. Por cerca de cinco anos, ela foi proprietária do The Lily, um jornal para mulheres, que ela comprou da sufragista Amelia Bloomer em 1854. Ela ajudou a organizar a segunda convenção dos direitos das mulheres em Indiana. Naquela convenção de Indiana em 1852, ela foi eleita secretária da recém-formada Indiana Woman's Rights Association (alterado para Indiana Woman's Suffrage Association (IWSA) em 1869, e, eventualmente, se tornou presidente da organização.
Birdsall foi vice-presidente na quarta Convenção Nacional dos Direitos da Mulher em Cleveland, Ohio, em 1853. Ela estava entre as três primeiras mulheres a se dirigir à legislatura de Indiana em 1859 para apresentar uma petição pelos direitos das mulheres, falando por meia hora em apoio ao sufrágio feminino. Birdsall morreu na Filadélfia em 1894 e foi enterrada no Cemitério Earlham em Richmond. Sua casa em Richmond, um modelo de arquitetura progressiva defendida por Catherine Beecher, foi mencionada no Registro Nacional de Lugares Históricos em 1999.

## Antecedentes da família e infância

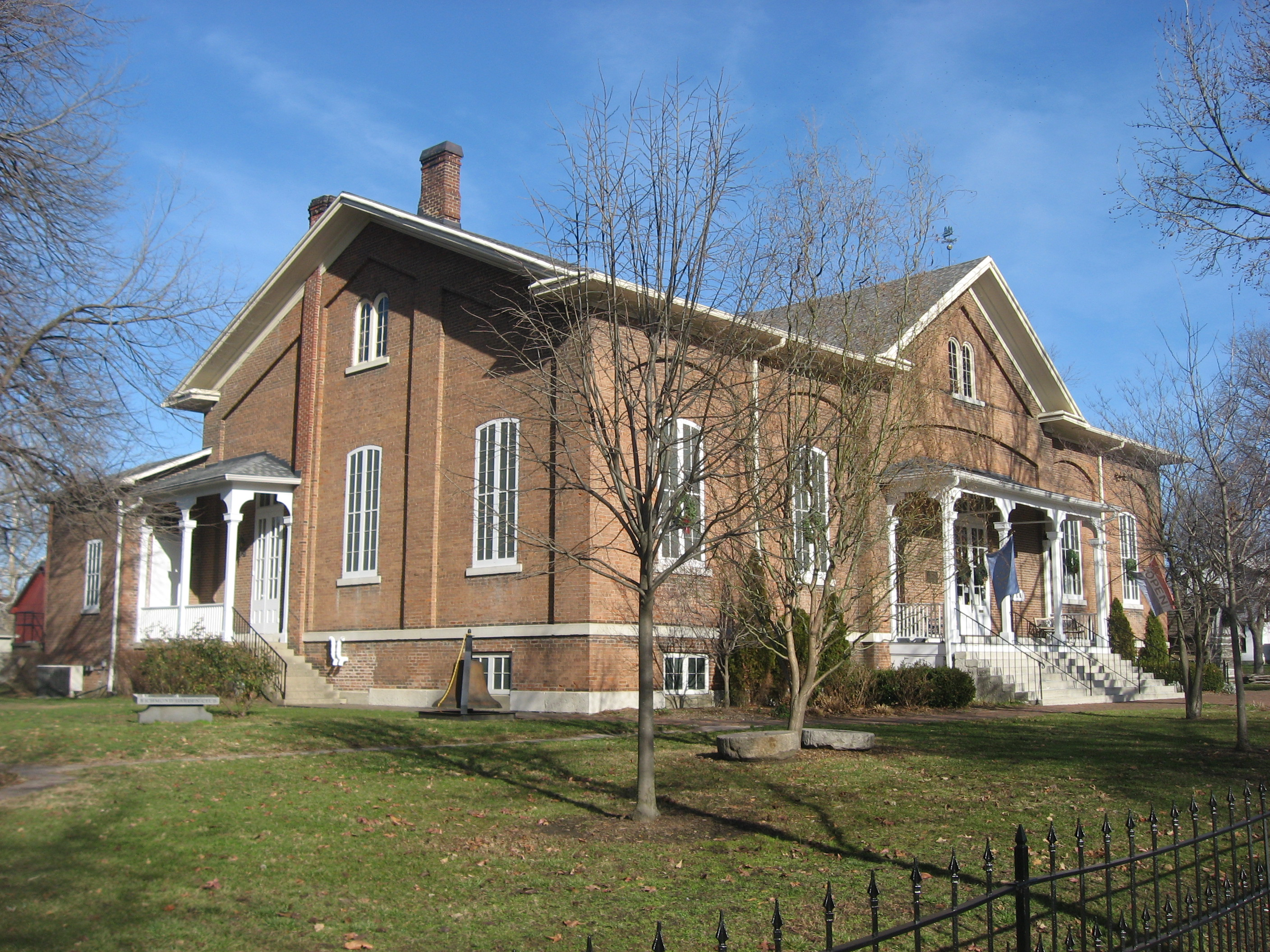
Hicksite Friends Meetinghouse, na cidade de Richmond, em Indiana. Construído em 1865. Atualmente é um Museu Histórico do Condado de Wayne

Mary B. Thistlethwaite nasceu em 1828 em Chester, Condado de Delaware, na Pensilvânia. Ela era a sexta de oito filhos (duas meninas e seis meninos). Seu pai, William Thistlethwaite, um fazendeiro, nasceu em Aysgarth, Wensleydale, Yorkshire. Ele se casou com Elizabeth Wetherald por volta de 1814 e eles moravam na paróquia de Boynton. Seus pais migraram para a América em 1817 com seus dois primeiros filhos. A família viveu pouco tempo em Delaware, antes de viver em Chester. Eles ficaram brevemente em Cincinnati após o nascimento de Mary, onde William Thistlethwaite trabalhou como açougueiro. Posteriormente, a família se mudou para Richmond, cidade de Indiana, em 1829, vivendo-se em uma fazenda a oeste da cidade em 1830. William Thistlethwaite comprou e vendeu várias grandes fazendas e as administrou com sucesso. A irmã mais velha de Mary, Eleanor, nunca se casou nem teve filhos. Seu irmão, Timothy, possuía vários moinhos no Condado de Wayne, e seu irmão, William Jr., comprou o Democratic Herald, um jornal de Richmond, em 1871. Alguns dos ancestrais da família eram ativos na Sociedade dos Amigos (Quakers). William Thistlethwaite era um membro da North A Street Meeting, em Richmond.

## Casamento e filhos
Em 26 de outubro de 1848, aos 19 anos de idade, Birdsall casou-se com um fazendeiro e companheiro Quaker, Thomas Birdsall, na Reunião Mensal de Whitewater, em Richmond. No ano seguinte ao casamento, o casal se transferiu brevemente para Chester, no Condado de Clinton, em Ohio, onde morava a família de Thomas. Por volta de 1859, Thomas Birdsall foi trabalhar para seu cunhado, Timothy Thistlethwaite, em sua fábrica de farinha aproximadamente quatro anos. Thomas Birdsall também fez parceria com a família Thistlethwaite na construção de um prédio comercial de três andares no centro de Richmond, na esquina das ruas Main e Front.
Mary e Thomas Birdsall eram pais de três filhos. Seu filho mais velho, Alvin T. Birdsall, nasceu lá em 1849 e morreu aos 25 anos no Brooklyn, distrito de Nova Iorque, onde trabalhava como vendedor de produtos secos. Seu corpo foi retornou a Richmond para o sepultamento. Ele deixou uma viúva, Mathilda "Mattie" (Hampton) Birdsall. Mattie, que retornou a Indiana, permaneceu perto de sua sogra, chegando a fazer visitas prolongadas a Birdsall, na Filadélfia, na década de 1880. Seu segundo filho, William Wilfred Birdsall (n. 1854), foi um educador, autor, editor e, por um tempo, presidente do Swarthmore College. Ele se casou com Viola McDill em 1881 e tiveram três filhos, provavelmente os únicos netos de Birdsall. Hubert H. Birdsall (nascido em 1856), como seus irmãos mais velhos, estudou no Earlham College em Richmond e, mais tarde, foi jornalista na Filadélfia. Casou-se com Ella J. Vandyke em Delaware em 1884. Ella, uma católica, morreu de febre em 1898. O que aconteceu com Hubert após sua morte é desconhecido. William e Hubert nasceram em Indiana.

## Carreira no jornalismo

### Indiana Farmer
DP Holloway e WT Dennis fundaram o jornal Indiana Farmer, em Richmond, no ano de 1851. De acordo com o cabeçalho, eles dedicavam o periódico à "agricultura, horticultura, mecânica e artes úteis". Em outubro de 1852, os editores criaram um "Departamento das Mulheres" e Birdsall foi contratada para editar a seção. Ela não perdeu tempo em promover uma agenda feminista. A seção também dizia respeito à economia doméstica e itens agrícolas, como relatórios sobre a Feira Estadual. Birdsall encorajou suas leitoras a apoiarem jornais de propriedade de mulheres, como The Genius of Liberty, publicado por Elizabeth A. Aldrich em Cincinnati. Birdsall também dirigiu e publicou histórias pedindo às mulheres que melhorassem suas mentes e encontrassem profissões mais desafiadoras, uma vez que ela acreditava que contribuiriam para a melhoria de suas famílias, ao invés de prejudicar seus papéis como esposas e mães. Sua permanência no jornal, embora bem recebida, foi breve, terminando em março de 1853. O tempo de trabalho na Indiana Farmer's em Richmond também foi breve. Foi vendido e mudou-se para Indianápolis.

### The Lily

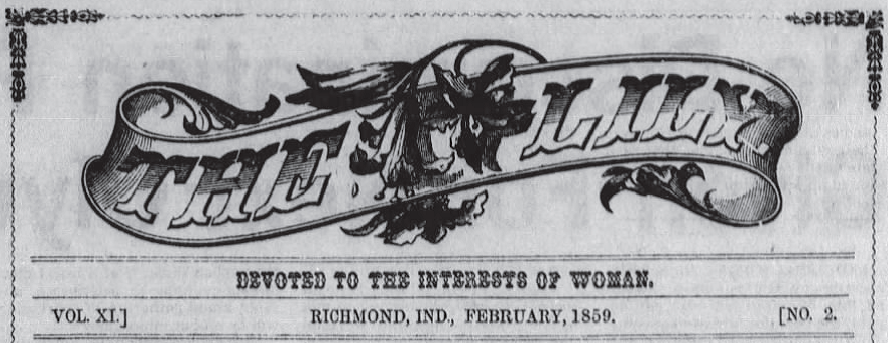
O cabeçalho do jornal The Lily em fevereiro de 1859, publicado em Richmond, Indiana

Por volta de 1848, o recém-formado movimento de temperança feminina em Seneca Falls, em Nova Iorque, decidiu que desejava promover sua causa com um jornal local de sua própria iniciativa. Elas formaram um comitê para nomear e construir o jornal, mas logo perderam o ânimo no empreendimento. Amelia Bloomer, no entanto, estava determinada a levá-lo adiante e assumiu o jornal, editorial e financeiramente. O jornal foi provavelmente o primeiro focado em mulheres e inteiramente publicado e editado por mulheres. A presidente do movimento de temperança havia escolhido o nome, The Lily, para representar seu motivo de pureza. Bloomer nunca se importou com isso, mas não se sentiu bem em mudá-lo, então o nome permaneceu. No início, o foco do jornal era estritamente a temperança, mas Bloomer logo começou a promover os direitos das mulheres. A circulação se expandiu muito depois de suas propostas sobre a reforma do vestuário. A introdução de calções turcos e uma saia curta que ficou amplamente conhecida como "bloomers" foi notícia nacional. Quando Bloomer e seu marido se mudaram de Seneca Falls para Ohio, o jornal foi com eles. No entanto, quando decidiram se mudar para Council Bluffs, Iowa, longe de qualquer meio de distribuição, a Bloomer decidiu vender o jornal.
Bloomer participou da Convenção Nacional dos Direitos da Mulher em 1853, na qual Birdsall também participou. Bloomer visitou Richmond, Indiana, em uma extensão dessa viagem, dando-lhe ampla oportunidade de conhecer Birdsall. Bloomer vendeu o jornal para Birdsall no final de 1854 e Birdsall apareceu pela primeira vez como editora e proprietária em janeiro de 1855. Birdsall foi notada por Mary F. Thomas, outra moradora de Richmond e sufragista que, mais tarde, se tornou médica da cidade. Thomas editou o jornal no lugar de Birdsall no decorrer de 1857. A dupla continuou a publicar artigos feministas e sufragistas até pelo menos 1859. Em 1976, uma cópia da segunda edição de fevereiro de 1859 veio à tona quando foi vendida ao Richmond o jornal Palladium-Item pela propriedade de Arthur Whalen. Birdsall ainda estava na lista como editora naquela edição.
Durante o tempo em que a Birdsall esteve associada ao Indiana Farmer e ao The Lily, essas duas publicações semestrais tiveram cerca de 3.000 exemplares.

## Ativismo

### Convenções dos direitos das mulheres de Indiana
Assim como muitos Quakers, o casal Birdsalls estiveram presentes em vários movimentos de reforma social, incluindo temperança, sufrágio e abolição. Em uma reunião antiescravidão realizada em Greensboro, no condado de Henry, em Indiana, Amanda M. Way propôs uma resolução para realizar a primeira convenção dos direitos das mulheres de Indiana, que a assembleia adotou e nomeou Way para presidir o comitê. A primeira convenção ocorreu entre os dias 14 e 15 de outubro de 1851 na antiga Igreja dos Irmãos Unidos em Dublin, com Birdsall trabalhando como secretária da convenção. A segunda convenção foi realizada em outubro daquele mesmo ano em Richmond, tendo Birdsall como ajudante da organização. Naquela reunião, ela e seu marido assinaram os documentos organizacionais e a constituição para formar a Associação dos Direitos da Mulher de Indiana. Birdsall foi eleita secretária, cargo que ocupou por vários anos.
Os participantes da segunda convenção discutiram e aprovaram mais de uma dúzia de resoluções referentes a "elevar" as mulheres a um status igual ao dos homens. Defendiam que a cidadania era uma condição moral e mental e que as mulheres eram, nesse sentido, iguais aos homens. Eles queriam que as mulheres recebessem a mesma educação que os homens, nas mesmas instituições. Eles encorajaram todas as mulheres a buscar uma ocupação para se sustentar, em vez de depender dos homens, pelo qual elas deveriam receber remuneração igual por trabalho igual. Birdsall escreveu e submeteu as atas da convenção a vários veículos de imprensa para divulgação.
Birdsall fez parte de um grupo de vice-presidentes na quarta Convenção Nacional dos Direitos da Mulher, realizada em Cleveland, Ohio, em 1853. A convenção dos direitos das mulheres de Indiana de 1854 mudou-se de Richmond para a capital, Indianapolis, Indiana, e foi realizada no Masonic Hall, onde a imprensa local a considerou com desprezo. Em 1855, a convenção reuniu-se no Washington Hall, em Indianápolis, e atraiu membros nacionais do movimento sufragista, incluindo nomes como James e Lucretia Mott, que falaram na convenção, assim como Ernestine L Rose. Em 1858, a convenção voltou a Richmond, em grande parte devido aos esforços de Birdsall, e foi durante essa reunião que os membros do grupo compuseram uma petição à Assembleia Geral de Indiana defendendo os direitos das mulheres. Na nona convenção em 1859, Birdsall foi eleita presidente da associação. A Guerra Civil afastou o sufrágio e os direitos das mulheres, e a próxima convenção não foi realizada em Indiana até 1869, quando o nome da organização foi alterada para Associação do Sufrágio da Mulher de Indiana.

### Discurso na Assembleia Geral de Indiana

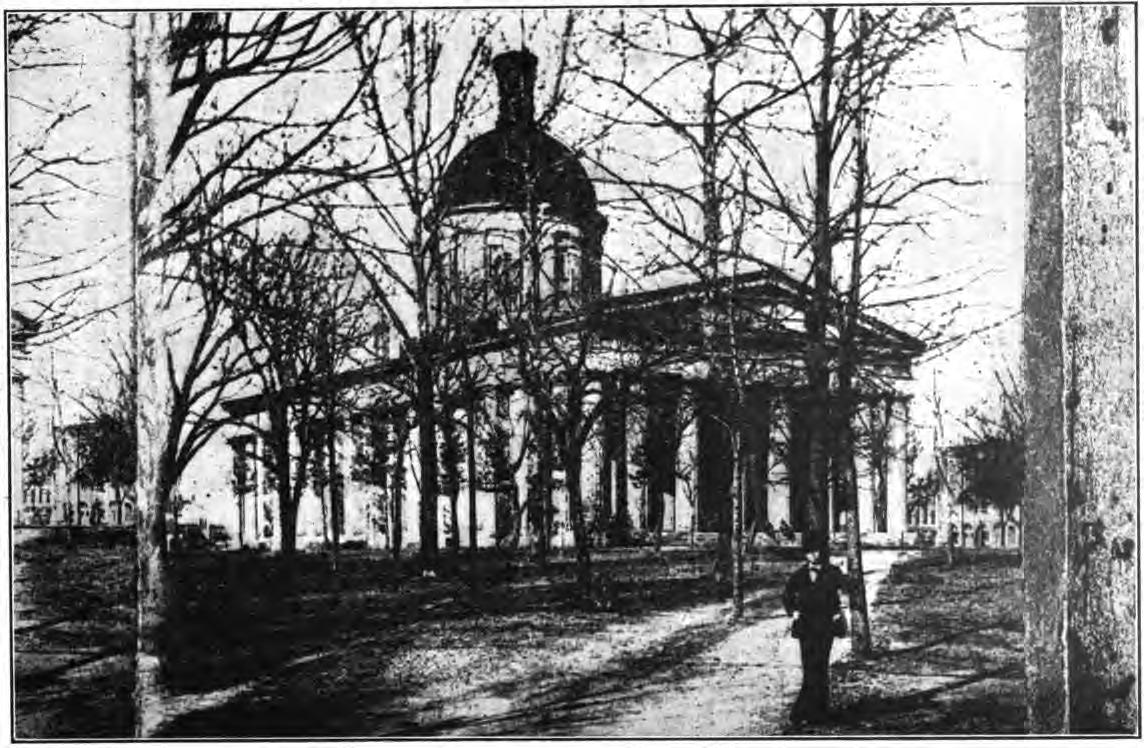
Indiana Statehouse: construção iniciada em 1831; demolida em 1877. Mary F. Thomas, Mary Birdsall e Agnes Cook apresentaram, neste local, a petição pelos direitos das mulheres em 1859

Em 19 de janeiro de 1859, a Câmara e o Senado se reuniram em uma rara sessão conjunta da legislatura estadual. O presidente da Câmara inicialmente teve dificuldade de se movimentar no meio da grande multidão, que teve a participação de muitas mulheres, para convocar a reunião e muitos legisladores tiveram que ficar de pé durante a apresentação. Mary F. Thomas, Birdsall e Agnes Cook, que haviam recebido assentos na mesa do Presidente, apresentaram uma petição pelos direitos das mulheres, tornando-se as primeiras mulheres a se dirigir à legislatura estadual. Mais de mil pessoas assinaram a petição, incluindo mulheres residentes e eleitores masculinos legais do Condado de Wayne. Após as breves apresentações de Cook e Thomas, que resultou numa grande e barulhenta multidão, estimulou a assembleia a levar a sério a próxima apresentação antes de ler a petição em voz alta. A petição era breve e pedia simplesmente que as mulheres tivessem direitos iguais de propriedade e sufrágio.
Birdsall falou em seguida, dirigindo-se à sessão por cerca de meia hora. Seu discurso foi descrito como "um apelo claro e lógico em favor do direito de sufrágio da mulher". Apenas o endereço de Thomas e a petição foram publicados, apesar da resolução legislativa de que os endereços das duas mulheres seriam impressas. Nenhuma cópia conhecida do endereço de Birdsall existe, mas informações detalhadas sobre a apresentação foram publicadas na edição de fevereiro de 1859 de The Lily. Birdsall confessou que nenhuma melhoria permanente na condição da mulher poderia ocorrer sem direitos iguais, apontando que "se de tempos em tempos aparece uma mulher que se eleva acima do preconceito tradicional e dos obstáculos acumulados, ela deve ser vista como um exemplo do que poderia ter muitas vezes feito sob justiça". Ela também destacou que quaisquer características femininas "inferiores" eram, na verdade, causadas pela falta de oportunidades para as mulheres na educação e no emprego, não a razão para isso, e a única maneira de garantir a autoproteção era através do direito ao voto.
Cook concluiu suas observações, descrevendo como as mulheres emancipadas seriam mais eficazes na causa da temperança. Depois que Cook terminou sua apresentação, a sessão conjunta foi resolvida em um comitê para todos discutirem a inclusão da petição à agenda legislativa, fazendo com que a reunião fosse encerrada e os membros do Senado de Indiana se retirassem para seu próprio gabinete. Embora tenha havido alguma medida de decoro ao longo do processo, uma vez concluído, os homens começaram a ridicularizar, em voz alta, toda a noção de direitos das mulheres. A zombaria foi destaque na imprensa.
No dia seguinte, a comissão do Senado designada para analisar a petição decidiu não tomar mais providências sobre o assunto. A Câmara concordou. Embora a legislatura não tenha concedido às mulheres seu pedido de voto e direitos de propriedade, os esforços das três sufragistas abriram caminho para que outras mulheres Hoosier lutassem pelo voto dirigindo-se à legislatura. Amanda Way e Emma Swank, por exemplo, que foram fundamentais no esforço legislativo de 1859, dirigiram-se à legislatura estadual em 1871.

## Residência de Mary Birdsall

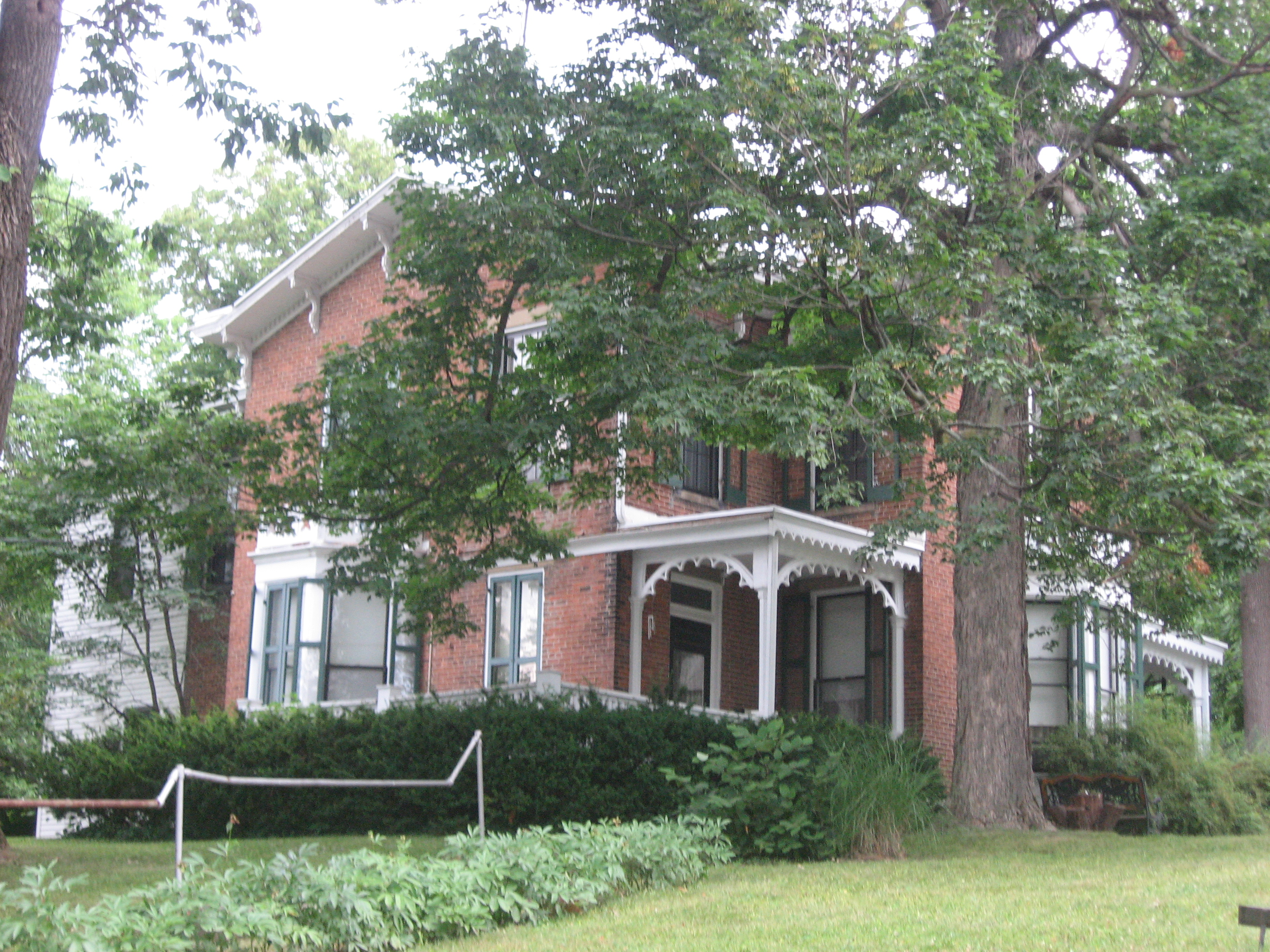
Residência de Mary Birdsall em Richmond, Indiana

A construção da Residência de Mary Birdsall, como ficou conhecida, começou em 1859 e foi concluída em 1860. O casal Birdsalls chamaram a casa de "Brightbank". A casa italiana está localizada em um grande terreno na esquina noroeste da West Fifth Street e Richmond Avenue em Richmond, Indiana. Os construtores usaram tijolos do pátio de tijolos de Thistlethwaite em uma propriedade adjacente. A casa cruciforme de dois andares é notavelmente semelhante a um plano publicado em 1872 por Catherine Beecher e Harriett Beecher Stowe em seu livro American Woman's Home. O livro promoveu uma abordagem científica ao design da casa. O filho de Birdsall, William W., adquiriu o imóvel em 1896. Poisteriormente, foi vendida para Charles e Laura Moore em 1899.
Os administradores da Reunião Mensal de Whitewater, Sociedade Religiosa de Amigos, adquiriram a casa em 1927 e a nomearam Lauramoore para proprietária anterior. Eles o usaram como uma casa de repouso para idosos e como um local de encontro temporário para adoração depois de vender seu ponto de reunião na North A Street. A sociedade ampliou o edifício, incluindo mais quartos, uma cozinha e escadas traseiras. O Lauramoore Home foi implementado em 1951 como um lar de idosos não ligada ao sectarismo. Earlham College assumiu a propriedade de Lauramoore em dezembro de 2010 como um presente da empresa de casas de repouso. A casa, agora conhecida como Lauramoore Guest House and Retreat Center, também recebe visitantes da faculdade. Em 1999, seu nome foi mencionado na lista de Registro Nacional de Lugares Históricos. Em 2012, uma placa em homenagem a Birdsall foi colocada na propriedade Lauramoore em uma cerimônia que incluiu John Thistlethwaite, um dos parentes de Birdsall.

## Declínio e morte
Birdsall continuou suas atividades de serviço comunitário por meio de um comitê de mulheres que formou a Union Relief Association. Esta organização foi fundada para ajudar os necessitados, na busca de emprego, e tornou-se um lar para órfãos e outras crianças carentes. Thomas Birdsall também era ativo na comunidade. Ele se reuniu com outros cidadãos do sexo masculino com uma mentalidade favorável ao movimento temperante de Richmond, em agosto de 1867, para formar a Sociedade Temperante de Richmond, sendo eleito para trabalhar como presidente.
Embora ela tivesse uma longa associação com a Sociedade dos Amigos, Birdsall parou de participar das reuniões por volta de 1869. Quando a Reunião Mensal de Whitewater perguntou sobre sua ausência no verão de 1872, ela relatou que não se sentia mais ligada à religião. Quando eles propuseram renegá-la, ela consentiu e a ruptura foi formalizada em agosto. Ela tinha o direito de contestar, mas nunca o fez. Thomas Birdsall e seu filho, William, mantiveram o controle da associação e solicitaram formalmente uma transferência para uma reunião na Filadélfia em 1886.
O casal Birdsalls viviam na Filadélfia, Pensilvânia, na época que foi registrado o censo de 1880. Eles anunciaram Brightbank para alugar em outubro de 1883. Na Filadélfia, Thomas Birdsall administrava uma empresa de suprimentos agrícolas, em parceria com seus filhos, Hubert e William, embora tivessem outras atividades comerciais. Thomas Birdsall manteve propriedades em Richmond e viajou entre Filadélfia e sua cidade natal, com base em relatórios dos jornais de Richmond.
Mary Birdsall morreu na Filadélfia em 1º de fevereiro de 1894; seu corpo foi entregue para o sepultamento em Richmond. Seu funeral estava programado, originalmente, para ser realizado em sua casa, mas no último minuto o culto foi transferido para a casa de seu irmão Timothy. Ela foi enterrada no Cemitério Earlham em Richmond. Thomas Birdsall passou seus últimos anos em um asilo da Sociedade de Amigos no Condado de Bucks, Pensilvânia. Ele morreu em 10 de agosto de 1901 e foi enterrado ao lado de Birdsall.